# Heinrich von Ravensburg
Heinrich von Ravensburg (mort le 29 juin 1237) est prince-évêque d'Eichstätt de 1232 à sa mort.

## Biographie
Heinrich von Ravensburg vient de la famille franconienne Ravensburg (de). La maison ancestrale de cette famille ministérielle de Wurtzbourg est aujourd'hui le château de Ravensburg (de), une ruine près de Thüngersheim. Des membres de la famille sont impliquées dans l'assassinat de Konrad von Querfurt, l'évêque de Wurtzbourg en 1202.
Heinrich apparaît vers 1227 comme chanoine à Mayence et occupe des fonctions dans d'autres villes. En 1229, il est chanoine d'Eichstatt.
En tant qu'évêque, il participe à plusieurs reprises aux assemblées impériales. Sans préavis, il excommunie le comte de Dollnstein-Hirschberg (de), dont la famille compte un prédécesseur, Hartwig von Grögling-Dollnstein, mort en 1223. Le pape Grégoire IX s'y oppose, car elle n'est pas de sa souveraineté. Sous son successeur Friedrich von Parsberg, qui a du mal à s'opposer au comte et à son entourage, le comté est finalement conquis.